# Dreaming I Was Dreaming
Singles de Namie Amuro
How to Be a Girl
(1997) Can You Celebrate?
(1997)
Dreaming I Was Dreaming est le 9e single régulier de Namie Amuro sorti sur le label Avex Trax, ou le 11e sous son seul nom en comptant ceux du label Toshiba-EMI.
Il sort le 27 novembre 1997 au Japon, coécrit et produit par Tetsuya Komuro. C'est le septième single d'Amuro à atteindre la 1re place du classement de l'Oricon. Il se vend à 204 530 exemplaires la première semaine, et reste classé pendant 11 semaines, pour un total de 558 830 exemplaires vendus.
C'est le dernier single régulier de Namie Amuro avant une pause d'une année, à la suite de son mariage avec Masaharu Maruyama alias SAM, le danseur du groupe TRF, et à sa grossesse. Cependant, une nouvelle édition du single Can You Celebrate? sort le mois suivant pour célébrer le mariage. Le prochain single régulier de l'artiste est I Have Never Seen, qui sort fin 1998. 
La chanson-titre Dreaming I was dreaming a été utilisée comme thème pour une campagne publicitaire pour une marque de joaillerie. Elle n'apparaît que sur l'album compilation 181920 qui sort deux mois plus tard. Les autres titres du single en sont des versions remixées.

## Liste des titres
Toutes les paroles sont écrites par Tetsuya Komuro & Marc Panther, toute la musique est composée par Cozy Kubo.
| 1. | Dreaming I was dreaming -Straight Run-    |  |
| 2. | Dreaming I was dreaming -congratulations- |  |
| 3. | Dreaming I was dreaming -Instrumental     |  |